# Diploexochus jeanneli
Diploexochus jeanneli is een pissebed uit de familie Armadillidae. De wetenschappelijke naam van de soort is voor het eerst geldig gepubliceerd in 1945 door Paulian de Felice.